# Grand Prix der Nordischen Kombination 2004
Der Grand Prix der Nordischen Kombination 2004 war eine vom Weltverband FIS ausgetragene Wettkampfserie in der Nordischen Kombination. Diese wurde in jener Saison zum siebten Mal ausgetragen. Die Serie umfasste die sechs Stationen Kandersteg, Oberstdorf, Bischofshofen, Berchtesgaden, Harrachov und Steinbach-Hallenberg. Sie begann am 13. August und endete am 29. August 2004.

## Ergebnisse und Wertungen

### Grand-Prix-Übersicht
| Datum      | Austragungsort       | Disziplin                       | Sieger                                           | Zweiter                                     | Dritter                            |
| ---------- | -------------------- | ------------------------------- | ------------------------------------------------ | ------------------------------------------- | ---------------------------------- |
| 13.08.2004 | Kandersteg           | HS 95 / 10 km                   | Michael Gruber                                   | Mario Stecher                               | Lucas Vonlanthen                   |
| 15.08.2004 | Oberstdorf           | HS 137 / 15 km                  | Todd Lodwick                                     | Johnny Spillane                             | Petter Tande                       |
| 21.08.2004 | Bischofshofen        | Massenstart (HS 140 / 10 km)    | Todd Lodwick                                     | Espen Rian                                  | Johnny Spillane                    |
| 22.08.2004 | Berchtesgaden        | Teamsprint (HS 98 / 2 × 7,5 km) | Vereinigte Staaten IJohnny Spillane Todd Lodwick | Österreich IChristoph Bieler Michael Gruber | Norwegen IPetter Tande Magnus Moan |
| 27.08.2004 | Harrachov            | HS 100 / 15 km                  | Todd Lodwick                                     | Mario Stecher                               | Christoph Bieler                   |
| 29.08.2004 | Steinbach-Hallenberg | HS 140 / 9 km                   | Christoph Bieler                                 | Ronny Ackermann                             | Todd Lodwick                       |

### Wertungen
| Rang | Name             | Punkte |
| ---- | ---------------- | ------ |
| 1.   | Todd Lodwick     | 410    |
| 2.   | Christoph Bieler | 326    |
| 3.   | Johnny Spillane  | 302    |
| 4.   | Felix Gottwald   | 172    |
| 5.   | Lucas Vonlanthen | 166    |
| 6.   | Bernhard Gruber  | 148    |
| 7.   | Ivan Rieder      | 122    |
| 8.   | Wilhelm Denifl   | 089    |
| 9.   | David Kreiner    | 081    |

| Rang | Name               | Punkte |
| ---- | ------------------ | ------ |
| 01.  | Österreich         | 1000   |
| 02.  | Vereinigte Staaten | 0766   |
| 03.  | Deutschland        | 0565   |
| 04.  | Schweiz            | 0470   |
| 05.  | Norwegen           | 0365   |
| 06.  | Frankreich         | 0161   |
| 07.  | Tschechien         | 0142   |
| 08.  | Finnland           | 0082   |
| 09.  | Japan              | 0056   |
| 10.  | Slowakei           | 0043   |
| 11.  | Slowenien          | 0042   |
| 12.  | Russland           | 0030   |
| 13.  | Italien            | 0012   |